# Vrané nad Vltavou (stacja kolejowa)
Vrané nad Vltavou – stacja kolejowa w miejscowości Vrané nad Vltavou, w kraju środkowoczeskim, w Czechach przy ulicy Nádražní 147. Położona na linii kolejowej 011 Praga - Čerčany na wysokości 215 m n.p.m.. 

## Linie kolejowe
- 210: Praga - Vrané nad Vltavou - Čerčany